# إكس-23
إكس-23 (بالإنجليزية: X-23)‏ هي شخصية من شخصية إكس-من وظهرت في فيلم لوجان، وممثلتها دافني كين.
اسمها الحقيقي هو لورا كيني (بالإنجليزية: Laura Kinney)‏ وهي الاستنساخ الأنثوي لوولفرين ولديها نفس قدراته، ولكنها تخرج شوكتين من كل يد وواحدة من كل قدم.